# Земская, Елена Андреевна
Елена Андреевна Земская (5 ноября 1926, Москва — 22 марта 2012, там же) — советский и российский лингвист, специалист в словообразовании, вопросах разговорной речи, детской речи, развития русского языка в эмиграции. Доктор филологических наук (1965), профессор. Главный научный сотрудник отдела современного русского языка Института русского языка РАН им. В. В. Виноградова. Заслуженный деятель науки Российской Федерации (1999).

## Биография
Родилась 5 ноября 1926 года в Москве. Дочь лингвиста Андрея Михайловича Земского (1892—1946) и Надежды Афанасьевны, урождённой Булгаковой. Племянница и крестница писателя Михаила Булгакова, она является автором книги «Михаил Булгаков и его родные: Семейный портрет» (2004), в которой собраны различные материалы о писателе (письма, дневники, воспоминания писателя и его родственников). Активно сотрудничала с Благотворительным фондом им. М. А. Булгакова, участвовала в пополнении коллекции фонда. В дальнейшем на базе этой коллекции 26 марта 2007 года был учреждён Государственный музей М. А. Булгакова в Москве.
В 1949 году окончила филологический факультет МГУ.
В 1952 году защитила диссертацию на соискание учёной степени кандидата филологических наук по теме «Вопросы приставочного словообразования глаголов в русском языке»).
С 1952 года работала в Институте языкознания АН СССР, с 1982 года — в Институте русского языка.
В 1965 году защитила диссертацию на соискание учёной степени доктора филологических наук по теме «История словообразования имен прилагательных в русском языке XVIII—XX вв.»
Гражданская панихида состоялась 26 марта 2012 года в Институте русского языка им. В. В. Виноградова РАН. Урна с прахом Е. А. Земской захоронена 28 апреля 2012 года на Новодевичьем кладбище в Москве.

## Семья
- Муж — Всеволод Евгеньевич Евдокимов (1922—1999).
- дочь Людмила (род. 1953) — литературовед[4].

## Награды
- В 1986 году стала лауреатом премии имени А. С. Пушкина АН СССР с формулировкой: За серию работ: «Русская разговорная речь. Проспект», «Русская разговорная речь: лингвистический анализ и проблемы обучения», «Русская разговорная речь», «Русская разговорная речь. Общие вопросы. Словообразование. Синтаксис», «Русская разговорная речь. Фонетика. Морфология. Лексика. Жест», «Русская разговорная речь. Тексты»[5].
- Заслуженный деятель науки Российской Федерации (1999)[6].

## Научные труды

### Монографии
- Земская Е. А. Современный русский язык. Словообразование. — М.: Просвещение, 1973. — 304 с.
- Земская Е. А. Словообразование как деятельность. — М.: Наука, 1992. — 221 с.
- Земская Е. А. Михаил Булгаков и его родные: Семейный портрет. — М.: Языки славянской культуры, 2004. — 360 с. ISBN 5-9551-0031-8
- Земская Е. А. Русская разговорная речь: лингвистический анализ и проблемы обучения. — М.: Наука; Флинта, 2004. — 240 с.

### Статьи
- Земская Е. А. Активные процессы современного словопроизводства // Русский язык конца XX столетия (1985—1995). — М.: Языки русской культуры, 1996. — С. 90-141.
- Земская Е. А. Активные процессы в языке русского зарубежья // Современный русский язык: Активные процессы на рубеже XX—XXI веков. — М.: Языки славянских культур, 2008. — С. 615—667.